# Jure Kuhar
Jure Kuhar (ur. 15 kwietnia 1984) – słoweński zapaśnik walczący w stylu klasycznym. Siódmy na mistrzostwach świata w 2011 i na mistrzostwach Europy w 2011. Zajął 22. miejsce na igrzyskach europejskich w 2015. Piąty na igrzyskach śródziemnomorskich w 2005 i 2009 i ósmy w 2013. Wicemistrz śródziemnomorski w 2014. Brązowy medalista mistrzostw świata wojskowych w 2014. Trzeci na ME juniorów w 2004 roku.